# Самбо на Всероссийской спартакиаде 2022
Соревнования по самбо в рамках Всероссийской спартакиады 2022 года прошли в городе Казань (Татарстан) с 26 по 28 августа во дворце единоборств «Ак Барс». Главным судьёй соревнований был А. Д. Валиуллов (Татарстан), главным секретарём — В. И. Рожков (Саратовская область).
В соревнованиях участвовали 120 спортсменов из 33 регионов. Были приглашены по 8 сильнейших спортсменов в каждой весовой категории по итогам чемпионата России 2022 года. Состязания проводились только в спортивной версии самбо.

## Медалисты

### Мужчины
| Весовая категория | Золото                       | Серебро                     | Бронза                                               |
| ----------------- | ---------------------------- | --------------------------- | ---------------------------------------------------- |
| до 53 кг          | Алексей Клюкин Верхняя Пышма | Андрей Кубарьков Выкса      | Иван Панюхин Верхняя Пышма Ондар Артур Красноярск    |
| до 58 кг          | Саян Хертек Москва           | Роман Козлов Рязань         | Дамир Шамсутдинов Верхняя Пышма Харун Тлишев Армавир |
| до 64 кг          | Александр Чеботарь Москва    | Александр Фёдоров Чебоксары | Владимир Мнацаканян Курганинск Амир Псеунок Армавир  |
| до 71 кг          | Никита Клецков Москва        | Магомед Гаджиев Москва      | Андрей Корнеев Выкса Шамиль Зилфикаров Нижневартовск |
| до 79 кг          | Хожиакбар Саидов Москва      | Рамед Гукев Верхняя Пышма   | Бислан Надюков Курганинск Денис Калинин Москва       |
| до 88 кг          | Сергей Рябов Москва          | Евгений Максимов Подольск   | Антон Суровцев Москва Аслан Курбанов Махачкала       |
| до 98 кг          | Антон Коновалов Владимир     | Вячеслав Михайлин Москва    | Дмитрий Торгашов Верхняя Пышма Денис Баканов Москва  |
| свыше 98 кг       | Артём Осипенко Брянск        | Антон Брачёв Верхняя Пышма  | Вардкез Акопян Майкоп Глеб Познахирко Верхняя Пышма  |

### Женщины
| Весовая категория | Золото                             | Серебро                     | Бронза                                                      |
| ----------------- | ---------------------------------- | --------------------------- | ----------------------------------------------------------- |
| до 50 кг          | Юлия Молчанова Выкса               | Татьяна Фёдорова Чебоксары  | Екатерина Нефёдова Куртамыш Екатерина Хасанова Екатеринбург |
| до 54 кг          | Вера Лоткова Екатеринбург          | Яна Кокович Москва          | Ангелина Коробкина Москва Дарья Сперанская Санкт-Петербург  |
| до 59 кг          | Ольга Митина Москва                | Светлана Уварова Москва     | Татьяна Шуянова Выкса Екатерина Цыберт Екатеринбург         |
| до 65 кг          | Екатерина Оноприенко Пермь         | Валентина Остапец Москва    | Валерия Ломакина Москва Анастасия Гончарова Тихорецк        |
| до 72 кг          | Ксения Задворнова Казань           | Евгения Фомичёва Пермь      | Тамара Лищенко Санкт-Петербург Алина Лянка Москва           |
| до 80 кг          | Анастасия Хомячкова Юрьев-Польский | Анна Балашова Верхняя Пышма | Дарья Речкалова Екатеринбург Ольга Лихота Екатеринбург      |
| свыше 80 кг       | Анжела Гаспарян Калининград        | Ольга Артошина Красноярск   | Надежда Еремеева Екатеринбург Елена Хакимова Бузулук        |